# VGA Saint-Maur Omnisports
La VGA Saint-Maur Omnisports (pour Vie au grand air de Saint-Maur) est un club omnisports fondé en 1919 et basé à Saint-Maur-des-Fossés (Val-de-Marne). La VGA est le 6e club omnisports français avec 10 500 adhérents en 2024-2025 et comprend 31 sections. Parmi celles les plus compétitives se trouvent l'escrime, l'haltérophilie, le plongeon, le football notamment féminin, l'athlétisme, le tennis de table et le volley-ball.
Le club est membre de la Fédération française des clubs omnisports (FFCO). 

## Histoire
La Vie au grand air de Saint-Maur (VGA), association loi de 1901, voit le jour le 1er avril 1919 par la fusion du club omnisports de l'Étoile sportive, club de cyclisme devenu omnisports, et de l'Association pédestre française, club d'athlétisme. D'autres clubs saint-mauriens sont également associés à la VGA à ses débuts tels le Club athlétique de Saint-Maur, l'Union sportive du Parc et l'Union Sportive de la Varenne. Les premières couleurs du clubs sont alors le vert et le jaune (or), anciennes couleurs de l'Étoile sportive. Son premier président est Georges Soucher.
Mais cette forme d'union sacrée ne dure pas longtemps, et dès 1921, les cyclistes de l'Étoile sportive reprennent leur autonomie. Idem pour les lutteurs du CASM.
En 1946, la VGA adopte ses actuelles couleurs : bleu et or.
En 1952, la VGA obtient l'agrément du Ministère de l'Éducation Nationale (Direction de la Jeunesse et des Sports) tandis c'est le 12 juillet 1976 que l'association est reconnue d'utilité publique.
En 1963, la VGA se voit attribuer le Challenge Marcel Oger du meilleur club sportif 1962.

Logo de la Stella Sports.

Le 1er juillet 2017, la VGA Saint-Maur Omnisports fusionne avec l'autre grand club historique de la ville, la Stella Sports Saint-Maur. Les sections sportives de cette dernière sont ainsi intégrées à la VGA Saint-Maur Omnisports, certaines conservant toutefois leur nom historique à l'image de la Stella Sports Saint-Maur Handball. Le nouvel ensemble forme ainsi un club dénombrant plus de 10 000 adhérents au sein de ses 42 sections sportives, il devient le club omnisports le plus complet de France.
En 2019, la VGA crée une cellule destinée à la formation et l'insertion professionnelles de ses 200 licenciés de (très) haut niveau. Elle vise notamment à préparer les sportifs à leur reconversion.
En juin 2019, la VGA fête ses 100 ans d'existence en organisant une « kermesse omnisports » au stade Adolphe-Chéron, l'occasion de rassembler plus d'une centaine de licenciés et de familles.

### Identité visuelle (logo)

Section Tennis de table.
Section Volley-ball.
Section Handball.
Section Rugby.
Section Badminton.

À l'occasion des 100 ans de la VGA Saint-Maur Omnisports en 2019, le logo du club est modernisé afin notamment « d'ancrer le club dans son temps ». Ce logo vise également à unir l'identité visuelle du club et notamment de toutes ses sections qui utilisent désormais ce nouveau logo.

Ancien logo.
Ancien logo.
Ancien logo.
Ancien logo.
Ancien logo de la VGA jusqu'en 2019.
Ancien logo alternatif de la VGA jusqu'en 2019.
Logo pour les 100 ans du club.
Logo de la VGA depuis 2019.
Logo alternatif depuis 2019.

## Organisation

### Présidence
- Georges Soucher (1919-?)[1]
- Michel Rivière (1980-2000)[1]
- Raymond Boiblé (2000-2009)[1]
- Jean-François Bedu (depuis 2009)[1]

### Effectif
| 1925 | 1927 | 1938 | 1946  | 1965  | 2001  | 2008  | 2016  | 2017   | 2019   | 2021  |
| ---- | ---- | ---- | ----- | ----- | ----- | ----- | ----- | ------ | ------ | ----- |
| 350  | 450  | 550  | 1 200 | 4 080 | 6 000 | 7 300 | 8 300 | 10 100 | 10 400 | 7 000 |

À cause de la crise sanitaire due à la pandémie de Covid-19, le nombre d'adhérents à la VGA chute considérablement, passant de 10 400 en 2019 à 7 000 en 2021.

### Structures
Lors de sa création en 1919, la VGA ne dispose alors d'aucune installation. La Place des Tilleuls et les rues avoisinantes sont utilisées avec des aménagements de fortune qu’il faut monter, puis démonter à l’occasion de chaque entraînement ou compétition.
En 1925, la VGA, qui compte 9 sections (athlétisme, rugby, cyclisme, éducation physique et préparation au Brevet d'Aptitude Militaire, natation, lutte et boxe, escrime, basket-ball), s'installe sur le terrain « de la grande grille » (actuel Stade Auguste-Marin) pendant le stade olympique se construit (actuel Stade Adolphe-Chéron). En 1927, le terrain « de la grande grille » devient le « Parc des Sports de la VGA ».
En 1950, est inauguré le stade des Corneilles. En 1965, le club participe à l'achat du Stade Paul-Meyer situé à Sucy-en-Brie. En 1967, le Centre Sportif Pierre-Brossolette est inauguré. En 2001, le stade Fernand-Sastre est inauguré.

### Sportifs emblématiques
De nombreux plongeurs du club ont participé aux Jeux olympiques : Christiane Wiles-Mazurier à Munich en 1972, Isabelle Arène à Moscou en 1980, Frédéric Pierre à Séoul en 1988 et Barcelone en 1992, Julie Danaux à Atlanta en 1996, Odile Arboles-Souchon, Julie Danaux, Frédéric Pierre à Sydney en 2000, Audrey Labeau à Pékin en 2008, Audrey Labeau et Damien Cely à Londres en 2012 et plus récemment Benjamin Auffret, classé 4e en 2016 aux JO de Rio de Janeiro et Champion d'Europe en 2017 à Kiev.
D'autres sportifs du club ont également participé aux JO :
- En 1968, trois athlètes de la VGA participent aux Jeux Olympiques de Mexico (Mexique).
- En 1988, Jean-Michel Henry, épéiste de la VGA, est champion olympique de Séoul (Corée du Sud) avec l'équipe de France.
- En 2004, 3 athlètes de la VGA, Madeleine Yamechi, Véronique Mang et Xavier Noël, participent aux Jeux Olympiques d'Athènes (Grèce). Véronique Mang remporte une médaille de bronze en athlétisme avec l'équipe de France (relais 4 x 100 m).

Tandis que d'autres participent aux championnats du monde de leur catégorie à l'image d'Alexandre Blaszyck en 2007 qui devient champion du monde junior à l'épée ou de Bernard Halgand qui devient en 2008 vice-champion du Monde Vétéran d'Haltérophilie.
Le 25 juillet 2021, lors des Jeux olympiques de Tokyo, l'épéiste Romain Cannone, licencié à la VGA depuis octobre 2020, remporte la médaille d'or en individuel et devient le premier champion olympique du club depuis 1988. Par ailleurs, l'haltérophile Dora Tchakounté se classe quatrième de la finale en −59 kg.

## Sections
La VGA compte 31 sections offrant la possibilité de pratiquer 80 disciplines sportives.
- Aïkido Nocquet - Iaïdo
- Aïkido Tamura
- Athlétisme - Marche nordique
- Badminton
- Basket-Ball
- Boules parisiennes
- Boxe anglaise
- Danse - Fitness
- E.P.I.S. (multisport enfant)
- Escrime
- Football féminin
- Football masculin
- Golf
- Gymnastique artistique
- Gymnastique rythmique
- Haltérophilie - Musculation
- Karaté - Boxe thaï
- Multisport Bien-être (adultes)
- Pentathlon
- Pétanque
- Randonnée
- Rugby
- Sport Handicap
- Sport Santé - Sport sur ordonnance
- Sports d'eau ( Natation sportive,  Natation artistique,  Plongeon,  Water-polo)
- Taï Chi - Qi Gong - Pilates
- Tennis
- Tennis de table
- Voile - Paddle
- Volley-ball
- Yoga - Kids yoga

Le club ne dispose plus de section handball depuis la scission de la Stella Saint-Maur Handball en 2021.

### Basket-ball
Le basket-ball à  Saint-Maur fut longtemps divisé en deux clubs : la VGA Basket (masculin) et les Linnet's Saint-Maur (féminin). En 1982, les deux clubs fusionnent officiellement et les féminines des Linnet's, championnes de France à sept reprises entre 1929 et 1944, deviennent la section féminine du VGA Basket. 
Depuis 2009, l'équipe première masculine évolue en Championnat de France de Nationale masculine 3.

### Escrime
Depuis 1989, la VGA Escrime organisait chaque année une étape d'épée dames de la coupe du monde d'escrime, le Challenge international de Saint-Maur. Toutefois en 2014, l'épreuve de Saint-Maur est remise en cause, la Fédération internationale d'escrime (FIE) souhaitant mieux répartir les étapes sur chaque continent, malgré une organisation grandement saluée de la part des athlètes. La Fédération internationale modifie ainsi son calendrier planétaire dans toutes les armes mais confie tout de même l'organisation de l'unique étape en France du circuit de coupe du monde de fleuret féminin à la VGA Saint-Maur, ainsi depuis novembre 2014 une nouvelle épreuve passe donc par Saint-Maur.

### Football féminin
La section football féminin est fondée en 1968. Aux cours de son histoire, l'équipe première est sacrée six fois championne de France de 1983 à 1990 et a participé à de nombreuses éditions du championnat de seconde division qu'elle remporte en  2015 et dispute encore aujourd'hui.
Une section masculine de football existe également mais n'a jamais percé au niveau national.

### Gymnastique artistique
Le club de gymnastique artistique a été fondé en même temps que le club omnisports en 1919. Il comporte en 2012 plus de 500 adhérents répartis dans des sections loisirs et compétitions. En 1978, Michel Nez devient président du club. Depuis 2006, le club s'est installé au centre sportif Pierre Brossolette.
En 2012, l'équipe masculine séniors 1 se qualifie pour les championnats de France en division nationale 2 et apporte deux médailles au club. Ainsi, le club est aujourd'hui classé 9e sur 813 clubs en gymnastique artistique masculine.

### Plongeon
Le plongeon à Saint-Maur-des-Fossés a fait abord parti de la Stella Sports de 1967 à 1990 et est une section de la VGA depuis 1990. Les plongeurs Saint-Mauriens ont souvent constitué l'ossature de l'équipe de France avec une présence régulière aux Jeux olympiques. Le sportif de très haut de niveau le plus récent est Benjamin Auffret, 4e aux Jeux olympiques de Rio en 2016 et Champion d'Europe en 2017 à Kiev.

### Rugby à XV
La section de rugby à XV évolue actuellement en Promotion d'Honneur (septième division nationale). Grâce notamment à une formation très efficace, les jeunes de la VGA Rugby disputent plusieurs finales du Championnat de France de leur catégorie, avec notamment l'équipe junior qui devient championne de France en 1994.

### Tennis de table
Le club de tennis de table voit ses équipes fanions se hisser jusqu'à l'élite dans les années 1980 pour l'équipe masculine (qui a aussi dans le passé terminé vice-champion de Superdivision derrière l'UTT Levallois en 1990 et 1991), la réserve masculine et l'équipe féminine en Nationale 2 puis 1 avec la création de la Superdivision en 1990. En 1991, après la deuxième place de l'équipe masculine, les dirigeants décident de retirer cette dernière de l'élite. Le club ne retrouve l'élite que 21 ans plus tard après le sacre en Pro B en 2011 lors de la dernière journée de championnat. En 2018-2019, l'équipe première féminine évolue en Nationale 1 tandis que celle masculine évolue en Nationale 3.

### Volley-ball
La section masculine de volley-ball du club évolue en Nationale 2 (quatrième niveau national). Le club a fait partie de l'élite du volley-ball français lors des années 1970, gagnant un titre de champion de France en 1976.